# IC 1980
IC 1980 ist eine Spiralgalaxie vom Hubble-Typ Sb? im Sternbild Netz am Südsternhimmel, die schätzungsweise 58 Millionen Lichtjahre von der Milchstraße entfernt ist.
Entdeckt wurde das Objekt am 8. Dezember 1899 von DeLisle Stewart.